# Koroneiki

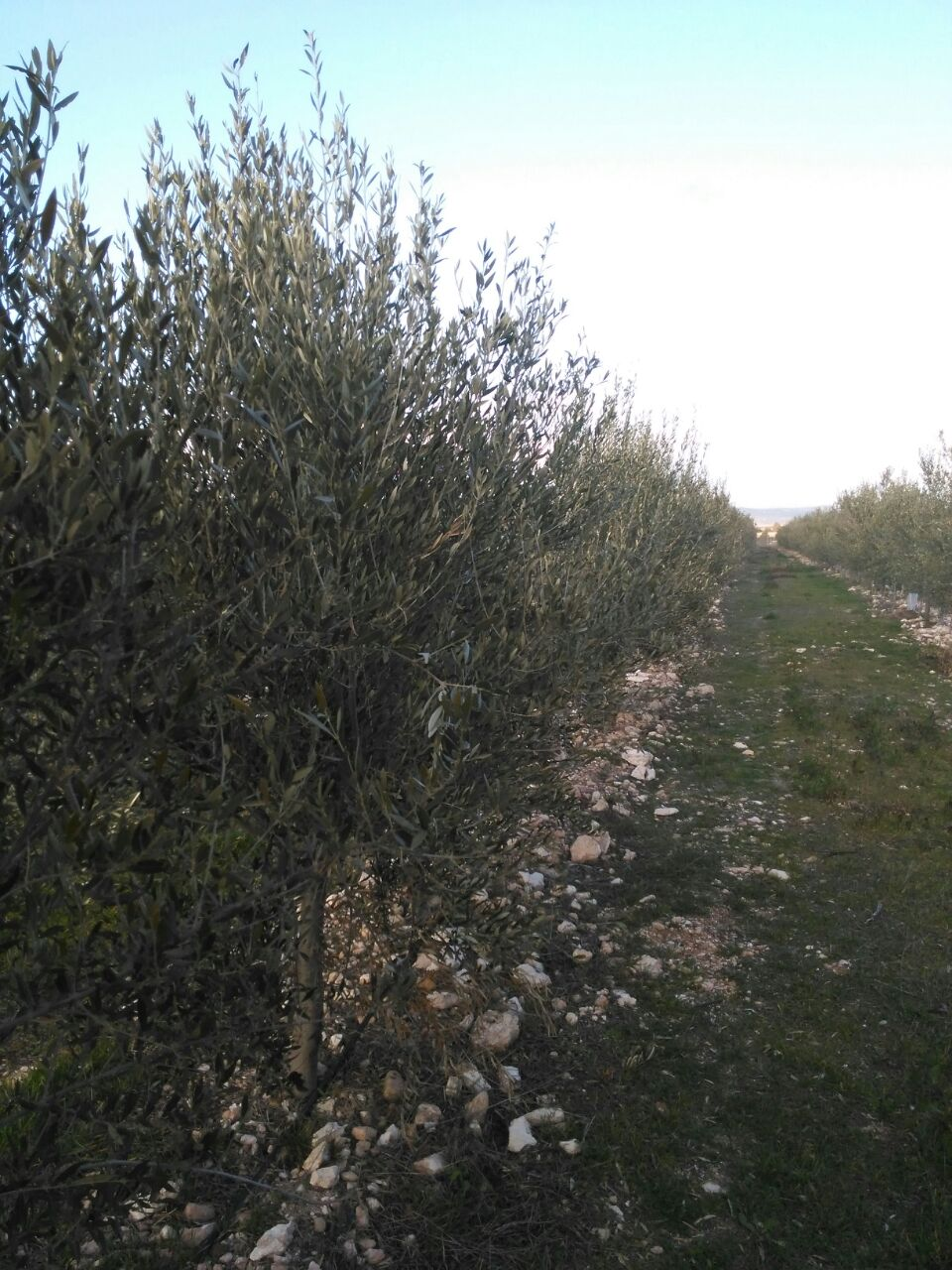
Olivar intensivo de la variedad oroneiki en Jumilla (Región de Murcia)

La koroneiki es una variedad de olivo (olea europea) y de aceituna procedente de Grecia, conocida también con las sinonimias de Koroni, Kritikia, Landolia y Psylolia.
Su cultivo se centra principalmente en el norte de Creta y en el suroeste del Peloponeso, ocupando entre el 50 y el 60% de la superficie olivarera del país. Actualmente se está comenzando a plantar en muchos otros países debido a su buena adaptación al cultivo superintensivo. Su cultivo se extendió en España, sobre todo en el arco mediterráneo alrededor de 2009, aunque no ha desbancado todavía a la arbequina en el cultivo superintensivo.

## Características del árbol
Variedad de porte abierto, vigor medio. Las hojas son cortas y estrechas, con forma elíptico-lanceolada. Entrada en producción precoz, siendo la productividad elevada y constante. El rendimiento en aceite es alto y el producto es muy apreciado. Presenta una baja resistencia al frío por lo que es conveniente su plantación en parcelas elevadas y con buena exposición solar. En cuanto a las enfermedades es resistente al repilo, medianamente resistente a la verticilosis y sensible a la tuberculosis.

## Características del fruto
Endocarpo de forma oval y ligeramente asimétrica, pequeño y alargado, Sus frutos ofrecen baja resistencia al desprendimiento lo que facilita su recolección, de maduración temprana pero posterior a la arbequina.

## Características del aceite
Produce aceites vírgenes apreciados comercialmente, bastante rico en ácido oleico, polifenoles y compuestos amargos que le confieren una larga vida útil y lo hacen muy 'estable.
El aceite virgen extra tiene en general un frutado verde intenso y muy rico en aromas secundarios, que recuerdan a la hoja del olivo y a diversas hortalizas, como la alcachofa.
En boca, los atributos positivos  de picor, amargor y astringencia son de intensidad media, aunque persiste una nota clara de dulzor que contribuye a mantener un cierto equilibrio sensorial.
Tanto las características organolépticas como los parámetros físico químicos varían sobre todo con la zona de producción, las condiciones ambientales, las técnicas culturales, el grado de maduración y el sistema de extracción.